# جيان دي شاربنتييه
جيان دي شاربنتييه (بالألمانية: Johann von Charpentier)‏ (و. 1786 – 1855 م) هو جيولوجي، وأستاذ جامعي، ومهندس ألماني، ولد في فرايبرغ، توفي عن عمر يناهز 69 عاماً.

## روابط خارجية
- جيان دي شاربنتييه على موقع الموسوعة البريطانية (الإنجليزية)